# Archidiecezja Tulancingo
Archidiecezja Tulancingo (łac. Archidioecesis Tulancingensis) – archidiecezja Kościoła rzymskokatolickiego w Meksyku. 

## Historia
26 stycznia 1863 roku papież Pius IX erygował diecezję Tulancingo. Dotychczas wierni z tym terenów należeli do archidiecezji meksykańskiej.
Z terenów diecezji w kolejnych latach utworzono diecezje: Huejutla (1922), Tula (1961), Tuxpan (1962).
25 listopada 2006 roku decyzją papieża Benedykta XVI wyrażoną w konstytucji apostolskiej Mexicani populi diecezja została podniesiona do rangi archidiecezji metropolitalnej.

## Ordynariusze

### Biskupi Tulancingo
- Juan Bautista de Ormeachea y Ernáez (1863 - 1884)
- Agustín de Jesús Torres y Hernandez CM (1885 - 1889)
- José María Armas y Rosales (1891 - 1898)
- Maximiano Reynoso y del Corral (1898 - 1902)
- José Mora y del Rio (1901 - 1907)
- José Juan de Jésus Herrera y Piña (1907 - 1921)
- Vicente Castellanos y Núñez (1921 - 1932)
- Luis María Altamirano y Bulnes (1933 - 1937)
- Miguel Darío Miranda y Gómez (1937 - 1955)
- Adalberto Almeida y Merino (1956 - 1962)
- José Esaul Robles Jiménez (1962 - 1974)
- Pedro Aranda Díaz-Muñoz (1974 - 2006)

### Arcybiskupi Tulancingo
- Pedro Aranda Díaz-Muñoz (2006 - 2008)
- Domingo Díaz Martínez (2008 - 2024)
- Oscar Roberto Domínguez Couttolenc (od 2024)